# Élection présidentielle ouzbèke de 2023
L'élection présidentielle ouzbèke de 2023 se tient le 9 juillet 2023, afin d'élire le président de la République d'Ouzbékistan pour un mandat de sept ans.
Initialement prévu pour 2026, le scrutin est convoqué de manière anticipée par le président Shavkat Mirziyoyev à la suite du référendum constitutionnel organisé trois mois plus tôt. La refonte de la Constitution entérinée lors de ce dernier a notamment réinstauré le septennat et remis à zéro les compteurs du nombre de mandats présidentiels effectués, permettant à Mirziyoyev de se porter à nouveau candidat après deux mandats.
Sans surprise, Mirziyoyev remporte comme en 2021 une large victoire, le président sortant ayant pour seuls concurrents des candidats nommés par des partis affiliés au pouvoir.

## Contexte

### Régime autoritaire de Shavkat Mirziyoyev

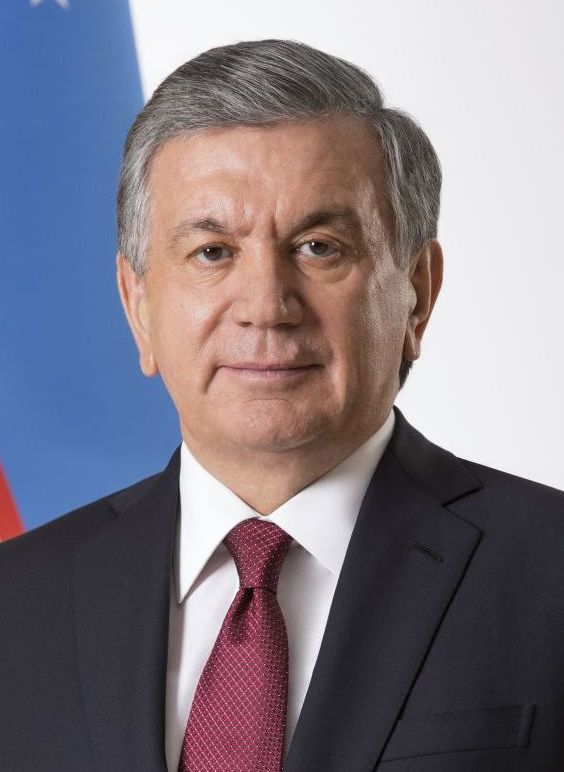
Shavkat Mirziyoyev.

Shavkat Mirziyoyev est élu président en 2016 lors d'une élection organisée de manière anticipée à la suite du décès de son prédécesseur, Islam Karimov, dont il était le Premier ministre depuis treize ans. Comme en 2016, Mirziyoyev remporte l'élection présidentielle de 2021 dès le premier tour de scrutin, avec un peu plus de 80 % des voix,. Celui ci bénéficie en effet du soutien du régime autoritaire mis en place par son prédécesseur ainsi que du Parti libéral-démocrate d'Ouzbékistan (O’zLiDeP). Les élections sont considérées par les observateurs étrangers comme un simulacre de démocratie,. La campagne est marquée par l'absence d'une réelle opposition et la répression des journalistes. Avec le rejet de la candidature de l'opposant Khidirnazar Allakoulov, le président sortant n'affronte ainsi que quatre candidats « fantoches »,.
La liberté d'information des médias en matière de politique est sévèrement restreinte, et le pouvoir en place a largement recours à des procédés de fraude électorale tels que le bourrage d'urnes et les faux votes par procuration. La réélection du président sortant avec une large avance s'effectue sans surprises, aucune élection n'ayant été jugée libre et équitable depuis 1991, dans un pays où le truquage des résultats est depuis la norme,,. Le mandat du président de la république d'Ouzbékistan est alors de cinq ans, renouvelable une seule fois de manière consécutive. Après ces deux mandats consécutifs, Mirziyoyev doit théoriquement quitter le pouvoir en 2026,.

### Révision constitutionnelle de 2023

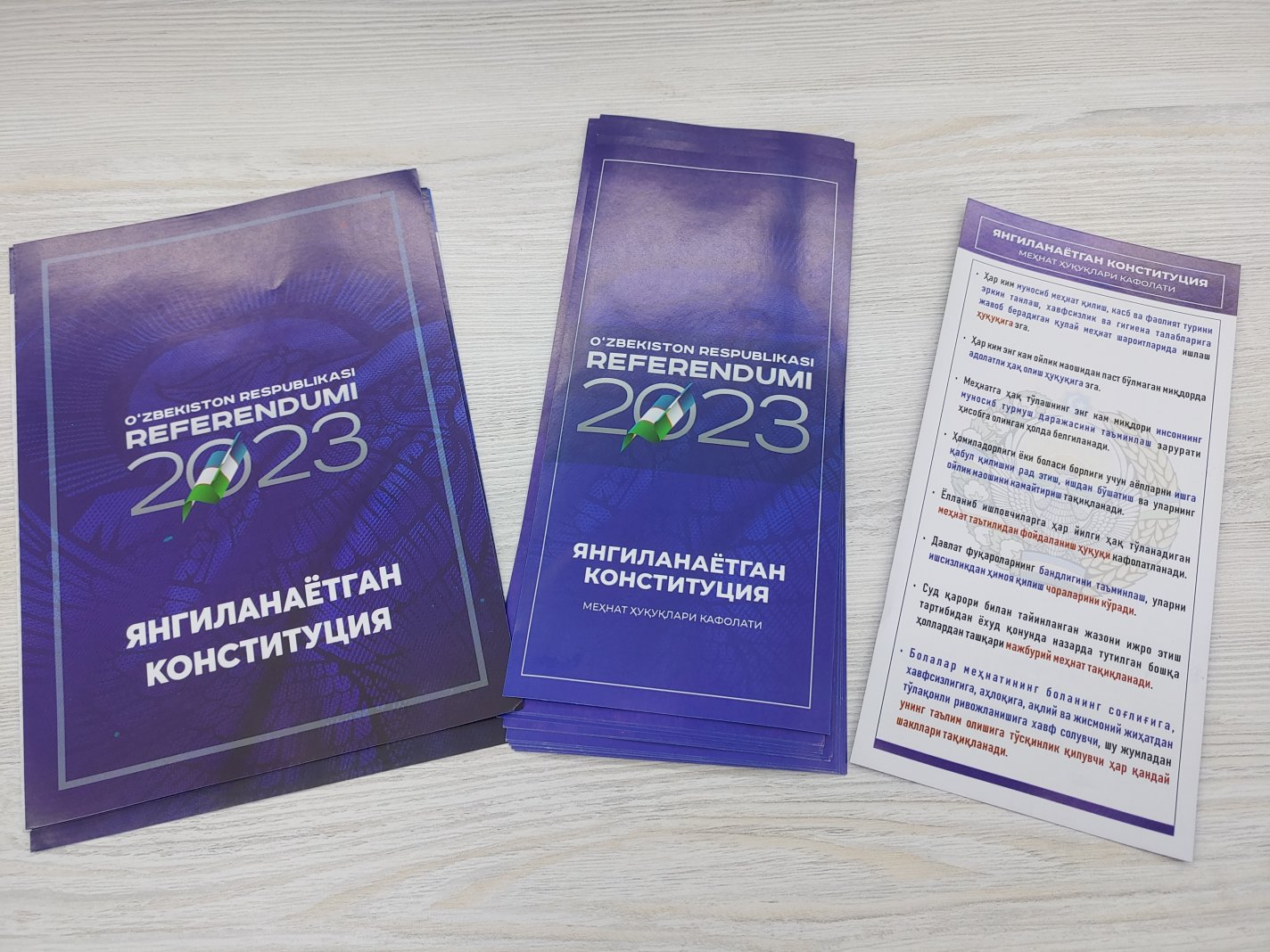
Feuillet informatif distribué en vue du référendum de 2023.

Fin juin 2022, Mirziyoyev présente un projet de révision de la Constitution ouzbèke comportant de nombreux amendements dont le passage du quinquennat au septennat. Le processus de révision est fortement retardé par l'éclatement début juillet 2022 de manifestations de grande ampleur au Karakalpakstan, dont l'autonomie est remise en cause par le texte initial. Bien que rapidement réprimé, le soulèvement populaire force le gouvernement à abandonner la révision des articles concernant cette république autonome,. Si la limitation à deux mandats — dont la suppression est initialement envisagée — est finalement conservée, le projet comporte néanmoins la mention explicite du droit des personnes déjà au pouvoir à se présenter « quel que soit le nombre de mandats consécutifs déjà exercés », permettant ainsi à Shavkat Mirziyoyev de se présenter pour un troisième mandat consécutif,,.
Soumise à référendum le 30 avril 2023, la proposition de révision de la Constitution est approuvée à une écrasante majorité, plus de neuf votes sur dix s'étant effectué en faveur. Le résultat intervient sans surprises, la campagne référendaire ayant eu lieu via des médias intégralement sous contrôle du gouvernement, avec la mobilisation de stars locales du cinéma ou du sport ainsi que de la plupart des fonctionnaires. Le pouvoir obtient ainsi le « soutien massif » espéré envers ses réformes pour légitimer la poursuite de son régime autoritaire sous la façade d'un « Nouvel Ouzbékistan ». Autorisé à rester au pouvoir, Shavkat Mirziyoyev sort grand bénéficiaire de la consultation populaire,,. Le 6 mai suivant, il fait voter une loi l'autorisant à convoquer les scrutins présidentiels, législatifs et sénatoriaux de manière anticipée. Trois jours plus tard, Mirziyoyev convoque une élection présidentielle anticipée pour le 9 juillet, qu'il justifie par les changements apportés à la balance des pouvoirs, et appelle la population à lui fournir un mandat renouvelé pour appliquer les réformes politiques, sociales et économiques prévues dans la nouvelle Constitution. Comme lors des précédents scrutins, il affronte des candidats « Potemkines » nommés par trois des quatre seuls autres partis officiellement reconnus, qui soutiennent tous le gouvernement et ne lui opposent que rarement des critiques. Le quatrième, le Parti démocrate de la renaissance nationale (OʻzMTDP), renonce même à présenter un candidat pour apporter son soutien à la candidature de Mirzioïev . La Commission électorale centrale annonce le 19 mai affecter un budget de 174 milliards de sums (environ 14 millions d'euros).

## Système électoral
Le président de la république d'Ouzbékistan est élu au scrutin uninominal majoritaire à deux tours pour un mandat de sept ans, renouvelable une seule fois de manière consécutive. Est élu le candidat qui recueille la majorité absolue des votes valides au premier tour. À défaut, les deux candidats arrivés en tête au premier tour s'affrontent lors d'un second tour, et celui recueillant le plus de voix est déclaré élu,. L'élection n'est cependant validée que si la participation atteint au moins 33 % du total des inscrits sur les listes électorales,.
Les candidats doivent être âgés d'au moins 35 ans, parler couramment l'ouzbek, avoir résidé dans le pays pendant les dix années précédant le scrutin, et être nommés par un parti officiel.
L'élection présidentielle de 2023 est la première depuis la révision de la Constitution effectuée trois mois plus tôt. Elle entérine le passage du quinquennat au septennat, tout en permettant explicitement au président sortant de passer outre à la limitation à deux mandats, qui aurait dû l’empêcher de concourir lors de ce scrutin.

## Résultats
| Candidats                | Candidats                | Partis                   | Premier tour | Premier tour |
| Candidats                | Candidats                | Partis                   | Voix         | %            |
| ------------------------ | ------------------------ | ------------------------ | ------------ | ------------ |
|                          | Shavkat Mirziyoyev       | O’zLiDeP                 | 13 625 055   | 87,71        |
|                          | Robakhon Makhmudova      | ASDP                     | 693 634      | 4,47         |
|                          | Ulugbek Inoyatov         | XDP                      | 629 116      | 4,05         |
|                          | Abdushukur Khamzaev      | O'EP                     | 585 711      | 3,77         |
|                          |                          |                          |              |              |
| Votes valides            | Votes valides            | Votes valides            | 15 533 516   | 99,24        |
| Votes blancs et nuls     | Votes blancs et nuls     | Votes blancs et nuls     | 117 889      | 0,76         |
| Total                    | Total                    | Total                    | 15 651 405   | 100          |
| Abstention               | Abstention               | Abstention               | 3 942 433    | 20,12        |
| Inscrits / participation | Inscrits / participation | Inscrits / participation | 19 593 838   | 79,88        |

## Analyse
Comme largement attendu, Mirziyoyev l'emporte dès le premier tour avec plus de 87 % des voix, en l'absence de réelle opposition,.